# Асавди
Асавди́ (рос. Асавды, башк. Асауҙы) — присілок у складі Татишлинського району Башкортостану, Росія. Входить до складу Кальміяровської сільської ради.
Населення — 110 осіб (2010; 124 у 2002).
Національний склад:
- башкири — 89 %